# Yannick Fonsat
Yannick Fonsat (Parigi, 16 giugno 1988) è un velocista francese.

## Palmarès
| Anno | Manifestazione          | Sede       | Evento      | Risultato  | Prestazione | Note           |
| ---- | ----------------------- | ---------- | ----------- | ---------- | ----------- | -------------- |
| 2006 | Mondiali juniores       | Pechino    | 400 m piani | Semifinale | 47"79       |                |
| 2006 | Mondiali juniores       | Pechino    | 4×400 m     | Batterie   | 3'07"76     |                |
| 2007 | Europei indoor          | Birmingham | 4x400 m     | 4º         | 3'10"15     |                |
| 2007 | Europei juniores        | Hengelo    | 400 m piani | Oro        | 46"34       |                |
| 2007 | Europei juniores        | Hengelo    | 4x400 m     | Bronzo     |             |                |
| 2009 | Europei indoor          | Torino     | 400 m piani | Semifinale | 47"99       |                |
| 2009 | Europei indoor          | Torino     | 4x400 m     | 5º         | 3'11"27     |                |
| 2009 | Giochi del Mediterraneo | Pescara    | 400 m piani | Bronzo     | 46"06       |                |
| 2009 | Giochi del Mediterraneo | Pescara    | 4x400 m     | Argento    | 3'04"06     |                |
| 2009 | Europei under 23        | Kaunas     | 400 m piani | Oro        | 45"68       |                |
| 2009 | Europei under 23        | Kaunas     | 4x400 m     | Bronzo     | 3'04"06     |                |
| 2009 | Mondiali                | Berlino    | 400 m piani | dns        |             |                |
| 2009 | Mondiali                | Berlino    | 4x400 m     | 7º         | 3'02"65     |                |
| 2010 | Mondiali indoor         | Doha       | 4x400 m     | Batterie   | 3'11"40     |                |
| 2010 | Europei                 | Barcellona | 400 m piani | Semifinale | 46"03       |                |
| 2010 | Europei                 | Barcellona | 4x400 m     | 6º         | 3'03"85     |                |
| 2012 | Europei                 | Helsinki   | 400 m piani | Bronzo     | 45"82       |                |
| 2012 | Europei                 | Helsinki   | 4x400 m     | 6º         | 3'03"04     |                |
| 2014 | World Relays            | Nassau     | 4x200 m     | Bronzo     | 1'20"66     | Record europeo |
| 2014 | Europei                 | Zurigo     | 400 m piani | Semifinale | 46"83       |                |